# Конкорецо
Конкорѐцо (на италиански: Concorezzo, на западноломбардски: Cuncurès, Кункурес) е град и община в Северна Италия, провинция Монца и Брианца, регион Ломбардия. Разположен е на 171 m надморска височина. Населението на общината е 15 448 души (към 2012 г.).
До 2004 г. общината е част от провинция Милано.